# Провулок Всеволода Петріва
Прову́лок Все́волода Пе́тріва — провулок у Шевченківському районі міста Києва, місцевість Нивки. Пролягає від вулиці Данила Щербаківського до тупика (поблизу Брюссельської вулиці).

## Історія
Провулок виник у середині XX століття. З 1950-х років мав назву завулок Щербакова, на честь радянського партійного діяча Олександра Щербакова.
Сучасна назва на честь українського військового міністра та генерала-хорунжого Армії УНР Всеволода Петріва — з 2016 року.